# 중국공정원

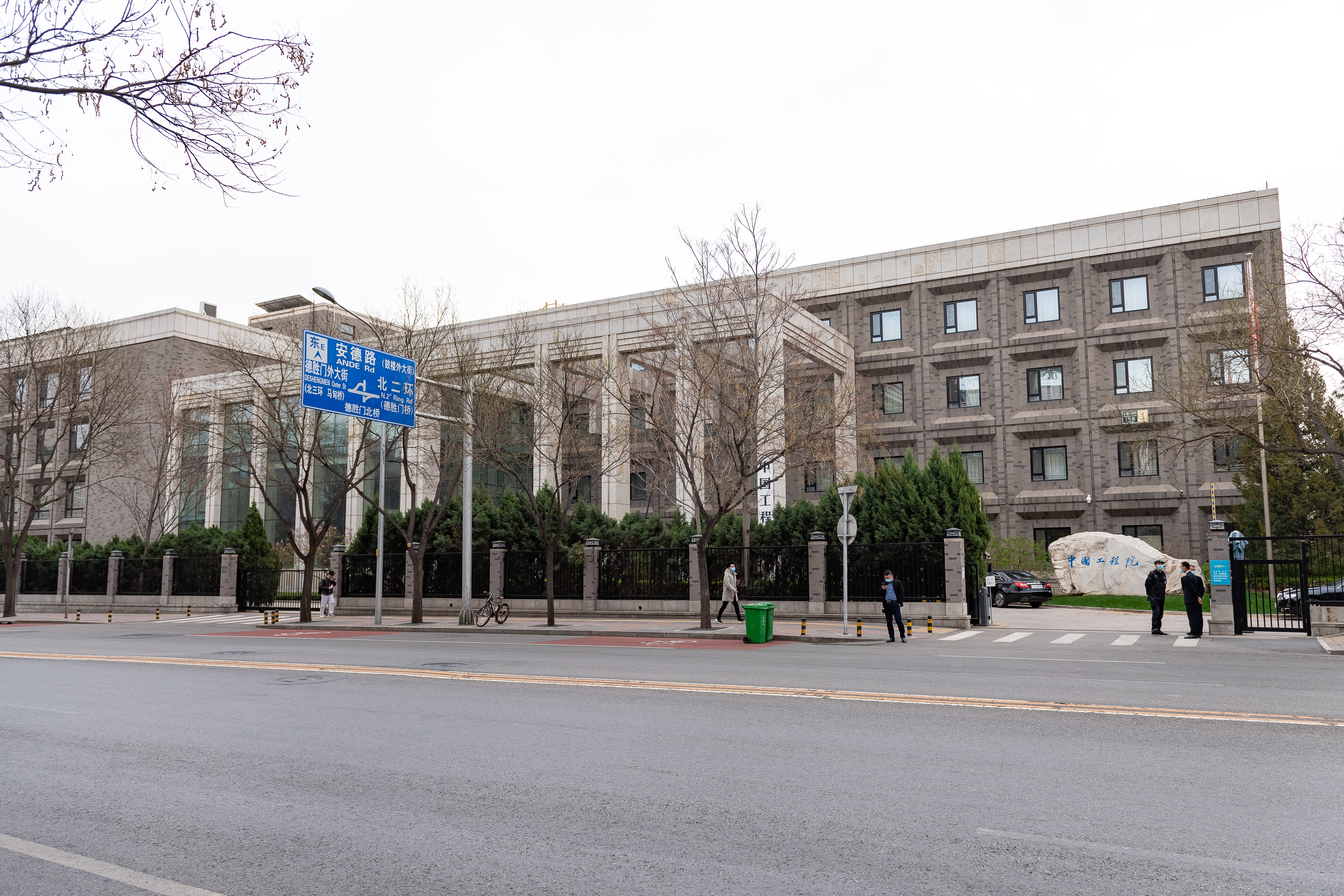

중국공정원(中国工程院)은 중화인민공화국 베이징에 있는 중화인민공화국 국립 공학 학술 단체이다.
1994년 1월 6일을 기하여 중국과학원(中國科學院)에서 전격 분리되어 중국공학원(中國工學院)으로 첫 개원되었으며 1995년 2월 1일을 기하여 중국공정원(中國工程員)으로 명칭이 개칭되었다.

## 같이 보기
- 중국과학원